# Xystrocera chalybeata
Xystrocera chalybeata là một loài bọ cánh cứng trong họ Cerambycidae.